# Kalo Chorio Soleas
Kalo Chorio Soleas (gr. Καλό Χωριό Σολέας, tur. Çamlıköy) – wieś na Cyprze, w dystrykcie Nikozja.